# Nick D'Arcy
Nicholas James (Nick) D'Arcy (Brisbane (Queensland), 23 juli 1987) is een Australische zwemmer. Hij vertegenwoordigde zijn vaderland op de Olympische Zomerspelen 2012 in Londen.

## Carrière
Bij zijn internationale debuut, op de Pan Pacific kampioenschappen zwemmen 2006 in Victoria, eindigde D'Arcy als zesde op de 200 meter vlinderslag en werd hij uitgeschakeld in de series van de 100 meter vlinderslag.
Tijdens de wereldkampioenschappen zwemmen 2007 in Melbourne strandde de Australiër in de halve finales van de 200 meter vlinderslag.
Op de Australische kampioenschappen zwemmen 2008 in Sydney won D'Arcy de 200 meter vlinderslag waardoor hij zich kwalificeerde voor de Olympische Zomerspelen 2008. Na afloop van het toernooi sloeg hij in een bar voormalig zwemmer Simon Cowley in elkaar, om deze reden werd D'Arcy uit het Australische Olympisch team verwijderd. In 2009 werd hij opnieuw Australisch kampioen op de 200 meter vlinderslag, de wereldkampioenschappen zwemmen 2009 miste hij echter door zijn veroordeling naar aanleiding van de vechtpartij met Cowley.
Op de Pan Pacific kampioenschappen zwemmen 2010 in Irvine keerde D'Arcy terug op internationaal niveau, bij zijn rentree veroverde hij de zilveren medaille op de 200 meter vlinderslag en werd hij uitgeschakeld in de series van de 100 meter vlinderslag. In Delhi nam de Australiër deel aan de Gemenebestspelen 2010, op dit toernooi strandde hij in de series van de 200 meter vlinderslag.
Tijdens de Olympische Zomerspelen van 2012 in Londen werd D'Arcy uitgeschakeld in de halve finales van de 200 meter vlinderslag.

## Internationale toernooien
| Jaar | Olympische Spelen    | WK langebaan         | WK kortebaan  | PanPacs                                  | Gemenebestspelen    |
| ---- | -------------------- | -------------------- | ------------- | ---------------------------------------- | ------------------- |
| 2006 |                      |                      | geen deelname | 6e 200m vlinderslag 22e 100m vlinderslag | geen deelname       |
| 2007 |                      | 12e 200m vlinderslag |               |                                          |                     |
| 2008 | geen deelname        |                      | geen deelname |                                          |                     |
| 2009 |                      | geen deelname        |               |                                          |                     |
| 2010 |                      |                      | geen deelname | 20e 100m vlinderslag · 200m vlinderslag  | 9e 200m vlinderslag |
| 2011 |                      | geen deelname        |               |                                          |                     |
| 2012 | 13e 200m vlinderslag |                      | geen deelname |                                          |                     |

## Persoonlijke records
Bijgewerkt tot en met 12 augustus 2009

### Kortebaan
| Afstand          | Tijd    | Datum            | Plaats |
| ---------------- | ------- | ---------------- | ------ |
| 100m vlinderslag | 51,40   | 9 augustus 2009  | Hobart |
| 200m vlinderslag | 1.51,40 | 12 augustus 2009 | Hobart |

### Langebaan
| Afstand          | Tijd    | Datum         | Plaats   |
| ---------------- | ------- | ------------- | -------- |
| 100m vlinderslag | 52,21   | 21 maart 2012 | Adelaide |
| 200m vlinderslag | 1.54,46 | 17 maart 2009 | Sydney   |